# Червона Долина (Кропивницький район)
Черво́на Доли́на — село в Україні, в Бобринецькій міській територіальній громаді Кропивницького району Кіровоградської області. Населення становить 161 особу.

## Населення
Згідно з переписом УРСР 1989 року чисельність наявного населення села становила 188 осіб, з яких 80 чоловіків та 108 жінок.
За переписом населення України 2001 року в селі мешкала 161 особа. 100 % населення вказало своєю рідною мовою українську мову.